# Ligne de La Flèche à Vivy
La ligne de La Flèche à Vivy est une ligne ferroviaire française en grande partie déferrée, déclassée ou inexploitée qui reliait La Flèche dans le département de la Sarthe à Vivy dans le département de Maine-et-Loire à proximité de Saumur.
Elle constitue la ligne 510 000 du réseau ferré national.

## Historique

### Origine
La  section de la limite du département de la Sarthe (vers Baugé) à La Flèche a été concédée à titre éventuel comme ligne d'intérêt local par le conseil général de la Sarthe à la Compagnie du chemin de fer de Paris à Orléans (PO) le 30 août 1872. La convention définitive a été signée le 21 septembre 1872.
Cette section a été déclarée d'utilité publique le 11 avril 1874 rendant ainsi la concession définitive.  Cette section est reclassée dans le réseau d'intérêt général par une loi le 28 décembre 1880,.
La loi du 17 juillet 1879 (dite plan Freycinet) portant classement de 181 lignes de chemin de fer dans le réseau des chemins de fer d’intérêt général retient en n° 56, une ligne « de la limite de la Sarthe (vers La Flèche) à Saumur et raccordement des gares de Saumur ». Le 28 juillet 1879, la section de Saumur à la limite du département de la Sarthe (vers Baugé) a été déclarée d'utilité publique. La totalité de la ligne est concédée à titre définitif par l'État à la Compagnie du chemin de fer de Paris à Orléans (PO) par une convention signée entre le ministre des Travaux publics et la compagnie le 28 juin 1883. Cette convention est approuvée par une loi le 20 novembre suivant.
La totalité de la ligne a été ouverte à l'exploitation le 24 octobre 1887.
Le 1er janvier 1934, les Compagnies des chemins de fer de Paris à Orléans et du Midi et du Canal latéral à la Garonne créent une communauté d'intérêt financière, commerciale et technique pour l'exploitation de leurs réseaux. Toutefois, chacune des deux compagnies conserve la concession des lignes qu'elle a obtenu de l'État. Au 1er janvier 1938, lors de la fusion des grandes compagnies françaises de chemins de fer, la ligne est intégrée au réseau de SNCF.

### Fermetures et déclassements
La ligne a été fermée au service des voyageurs (relation de la Flèche à Saumur) le 3 mars 1969. Elle a été fermée au service des marchandises entre Clefs et Baugé le 1er février 1971 puis peu de temps après entre La Flèche et Clefs. Le tronçon de Baugé à Longué a été fermé le 1er avril 1987.
Lors de la construction de l'A85 entre Corzé et Bourgueil de 1995 à 1997, la plate-forme de la ligne a été utilisée pour construire une aire de repos ce qui a entraîné la dépose de la voie entre Baugé et Longué.
En juillet 2010, un buttoir est posé au point kilométrique (PK) 39,309 réduisant la longueur restant exploitée de la ligne. La gare de Longué se trouvant au-delà, elle n'est plus desservie par les trains.

### Dates de déclassement
La ligne a été déclassée en 3 étapes :
- De La Flèche à Clefs (PK 0,602 à 8,800), le 26 juillet 1973[11]
- De Clefs à  Baugé (PK 8,800 à 19,315), le 24 février 1975[12]
- De Baugé à Longué (PK 19,315 à 35,932), le 9 décembre 1992[1]

## Situation actuelle
Actuellement, la voie est encore utilisée entre Vivy et la coopérative céréalière de Longué-Jumelles pour le transport des céréales, les rames sont tractées par des BB 67400.

## État actuel
Des vestiges de la ligne et de la voie sont également visibles comme les maisonnettes de garde-barrière, les gares de La Flèche, Baugé, Vieil-Baugé et Longué. Outre l'interruption de la plate-forme au niveau de l'autoroute A85, la plate-forme est interrompue à plusieurs endroits sur la partie déclassée par extensions de champs agricoles. Une voie verte, goudronnée de 4 km au départ de La Flèche, en revêtement stabilisé au-delà jusqu'à Longué a pris la place des rails.
La gare de Longué est le vestige le plus important de la ligne avec son bâtiment voyageur, sa halle aux marchandises, la voie et les quais.